# Bartoszów
Bartoszów (niem. Barschdorf) – wieś w Polsce położona w województwie dolnośląskim, w powiecie legnickim, w gminie Legnickie Pole.
W latach 1975–1998 miejscowość administracyjnie należała do województwa legnickiego.

## Nazwa
Nazwa miejscowości pochodzi od imienia Bartosz staropolskiej skróconej formy oraz derywatu imienia Bartłomiej. Niemiecki językoznawca Heinrich Adamy swoim dziele o nazwach miejscowych na Śląsku wydanym w 1888 roku we Wrocławiu wymienia jako najstarszą zanotowaną nazwę miejscowości Bartoschow podając jej znaczenie "Dorf des St. Bartholomaus" czyli po polsku "Wieś św. Bartłomieja".
Podobny wywód nazwy wsi w swojej pracy o śląskim nazewnictwie z 1896 roku wydanej w Bytomiu prezentuje śląski pisarz Konstanty Damrot. Wymienia on nazwę w obecnie obowiązującej polskiej formie "Bartoszów", a także dwie niemieckie "Bärsdorf" oraz "Barschdorf". Dodatkowo cytuje nazwy pod jakimi miejscowość została zanotowana w łacińskich, średniowiecznych dokumentach z 1229 i 1245 Bertossove, z 1247 Bartoslove oraz z 1267 Bartosowe.
W kronice łacińskiej Liber fundationis episcopatus Vratislaviensis (pol. Księga uposażeń biskupstwa wrocławskiego) spisanej za czasów biskupa Henryka z Wierzbna w latach 1295–1305 miejscowość wymieniona jest w zlatynizowanej formie Barthusi villa oraz zgermanizowanej Bartusdorf czyli wieś Bartosza.

## Demografia
W 2013 we wsi zamieszkiwały 262 osoby.

## Geografia
Leży nad Wierzbiakiem.